# Віляновська (станція метро)
52°10′53″ пн. ш. 21°01′23″ сх. д. / 52.18139° пн. ш. 21.02306° сх. д.
Віляновська (пол. A-7 Wilanowska) — станція Першої лінії Варшавського метрополітену, що була відкрита 7 квітня 1995 року у складі черги  «Кабати» — «Політехніка». Знаходиться під вулицею Пулавською, неподалік Алеї Віляновсько та алеї Незалежності.

## Опис
Конструкція станції — однопрогінна двоярусна мілкого закладення з острівною прямою платформою 11 м завширшки і 120 м завдовжки. На станції заставлено тактильне покриття. 
Оздоблення — станція оздоблена у фіолетових відтінках, колійні стіни у червоних.
Виходи зі станції обладнано стаціонарними сходами і ліфтами для осіб з обмеженими можливостями. На терені станції знаходяться торгово-сервісні точки туалети і банкомати. На мезоніні експонуються роботи фотографів або художників.
Станція, у разі необхідності, може бути притулком цивільного населення. Для цього у кожного виходу зі станції встановлені додаткові масивні сталеві двері.
Виходи зі станції знаходяться як з країв платформи, так і посередині. Ліфти для інвалідів виходять з обох сторін платформи до транспортного вузла і до ал. Незалежності.
З південного боку станції знаходиться роз'їзд з відстійником для поїздів. Вночі у відстійнику «ночує» один з чотирьох курсуючих на лінії потягів.

## Пересадки
- Автобуси: 108, 139, 165, 192, 200, 217, 218, 251, 331, 339, 365,709, 710, 715, 724, 727, 739, N37, N50 
  - приміські автобуси ліній Polski Bus і PKS, що обслуговують південні передмістя Варшави.
- Трамвай: 4, 10, 14, 31, 35

Також поруч зі станцією розташована перехоплююча парковка.

## Поруч
- Європейський центр Варшавського університету[pl]

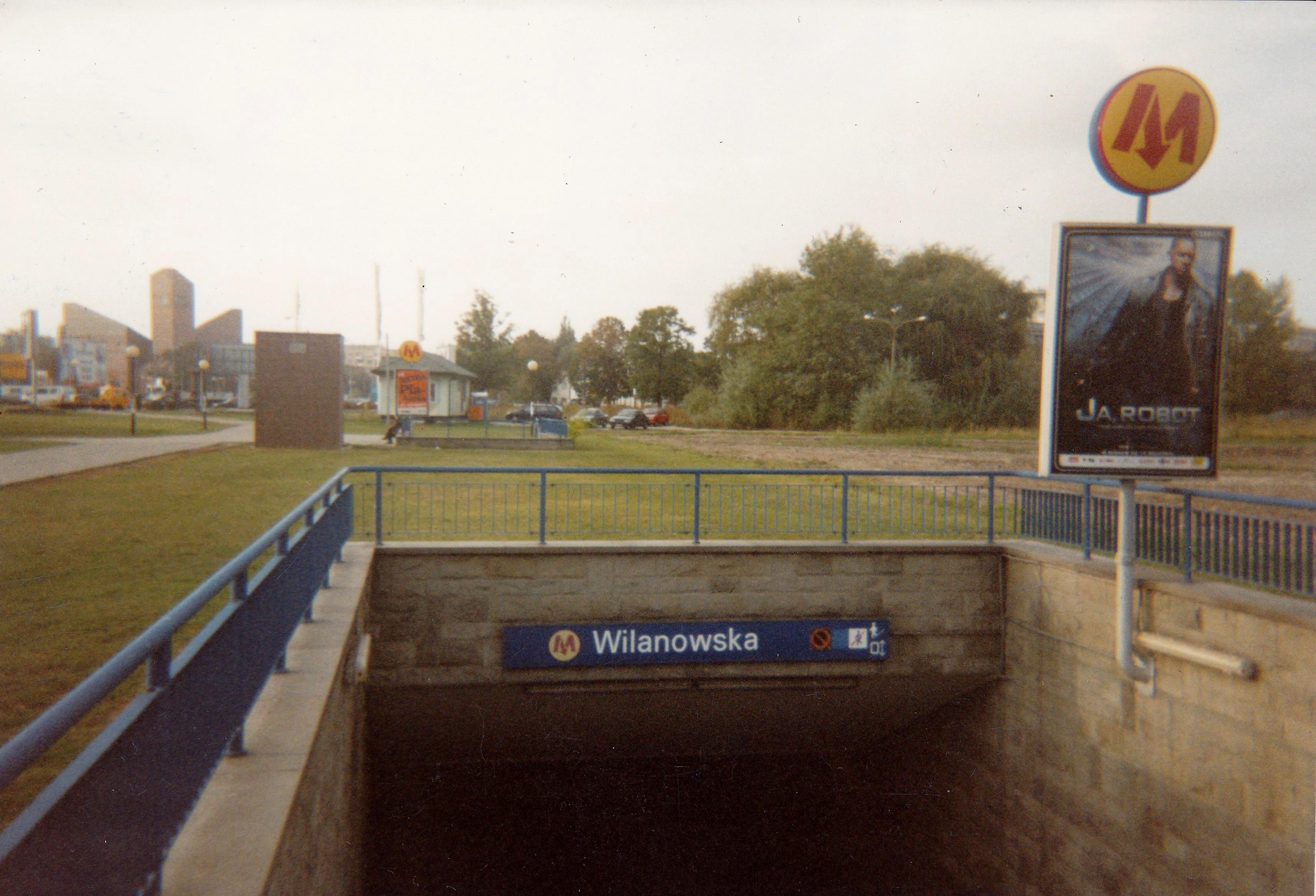
Вхід до станції